# NGC 1892
NGC 1892 је спирална галаксија у сазвежђу Златна риба која се налази на NGC листи објеката дубоког неба.
Деклинација објекта је - 64° 57' 37" а ректасцензија 5h 17m 9,5s. Привидна величина (магнитуда) објекта NGC 1892 износи 12,1 а фотографска магнитуда 12,8. Налази се на удаљености од 16,877 милиона парсека од Сунца. NGC 1892 је још познат и под ознакама ESO 85-61, IRAS 05169-6500, PGC 17042.